# Prošek (Wein)

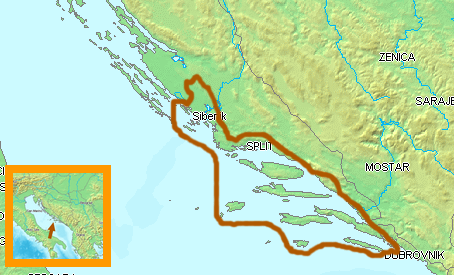
Mittel- und süddamaltinische Prošek-Region

Unter dem Namen  Prošek (sprich Proschek) sind verschiedene dalmatinische Dessertweine zusammengefasst, die jedoch in Bezug auf die Vinifizierung und die Zusammensetzung der Rebsorten sehr unterschiedlich sind. Gemeinsam ist nur die äußerst späte Lese der oft schon rosinierten Trauben, ihre fallweise anschließende Trocknung und die sehr langsame, möglichst kühle Gärung. Entsprechend verschieden sind auch Farbe, Bukett und insgesamt die Qualität der Weine.
Die Herkunft des Namens ist unsicher, doch könnte das kroatische Adjektiv prošli (letzte, letzter) namensgebend sein und auf die sehr späte Lese der für diesen Wein verwendeten Trauben hinweisen.
Während der Tito-Zeit und in den letzten Jahren Jugoslawiens wurden von einigen Großkellereien in Šibenik und Split große Mengen sehr bescheidener Produkte, vor allem unter dem Markennamen Dioklecijan vermarktet, die sich zwar durch ihren günstigen Preis großer Beliebtheit erfreuten, qualitativ jedoch höheren Ansprüchen nicht genügen konnten. In der Zwischenzeit haben sich auch die Qualitätsstandards der Großkellereien verbessert, sodass ein Dioklecijan auch heute kein bemerkenswerter Prošek, aber ein immerhin gut trinkbares Produkt ist.
Heute ist ein Prošek oft ein Massenprodukt. Ursprünglich war er aber ein Festtagswein. Er wurde nur in geringen Mengen und in besonderen Jahren hergestellt und nur zu ganz besonderen Anlässen getrunken.

## Herstellung und Weincharakteristik

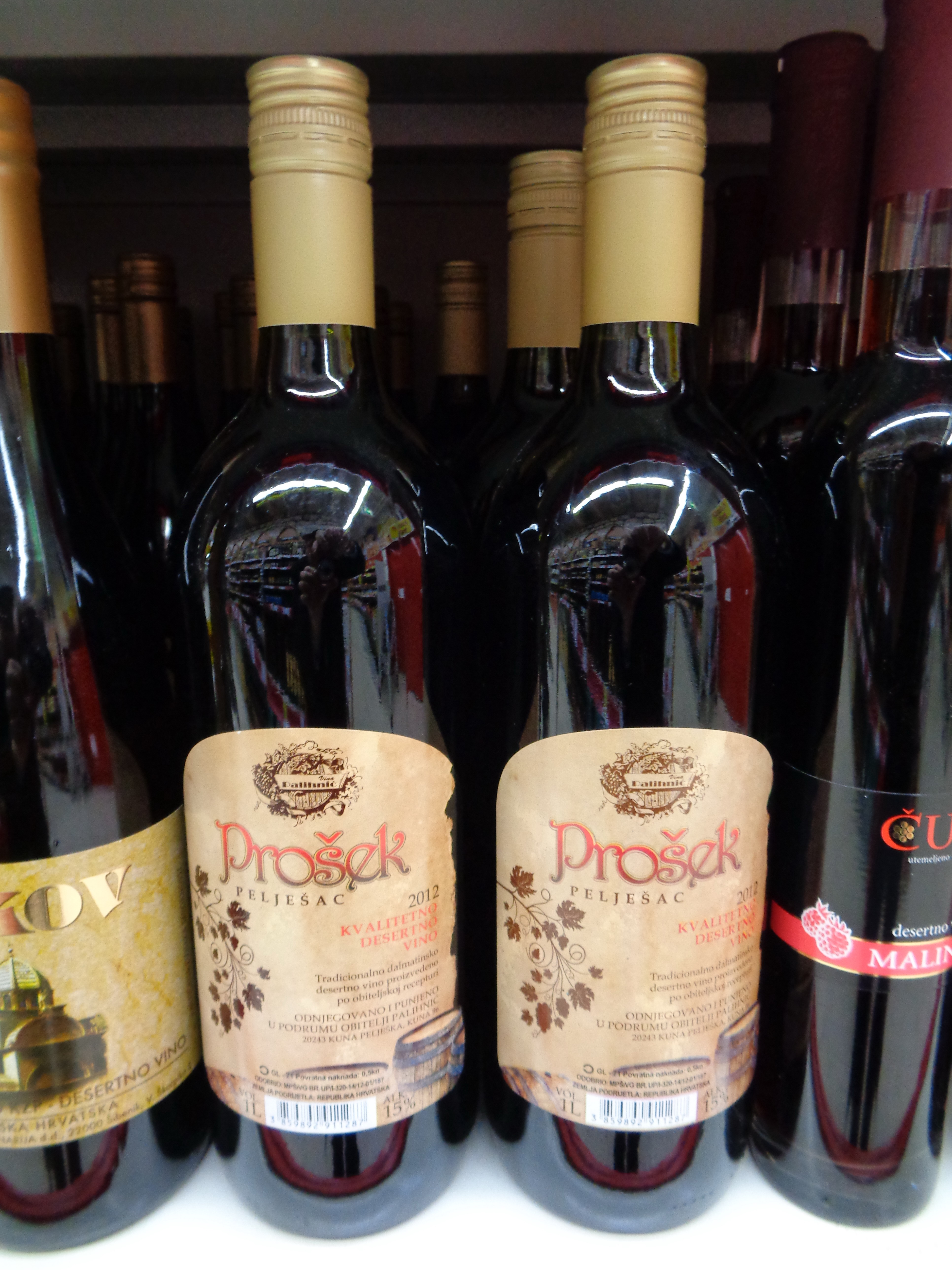
Zwei Flaschen, sortenrein aus der Mali Plavac gekelterten Prošek aus Pelješac

Die besten Prošeks werden in kleinen Familienbetrieben nach der Methode eines Passito hergestellt und ausgebaut. Zugelassen sind die Trauben von etwa 15 roten und weißen Rebsorten, deren Moste reinsortig, viel häufiger jedoch als Cuvėe ausgebaut werden. Das überreife Lesegut wird auf Strohmatten oder Folien einige Wochen getrocknet und danach entrappt. Durch den Feuchtigkeitsverlust erhöhen sich sowohl die Zucker- als auch die relativen Extraktwerte. Für qualitativ hochwertige Produkte werden nur Vorlaufmoste verwendet, die unter Kühlung (entweder in tiefen Kellern oder in gekühlten Gärtanks) langsam gären, bis die Gärung bei etwa 15–16 Volumenprozent Alkohol von selbst abbricht. Diese Weine enthalten trotz der maximalen Zuckerumwandlung noch immer einen Restzuckergehalt von über 120 Gramm/Liter. Geringeres Lesegut vergärt den Zucker jedoch weitgehend, sodass bei besseren Produkten nach (oder bereits während) der Gärung mit Traubenmostkonzentrat aufgezuckert wird. Das kroatische Weingesetz erlaubt jedoch auch eine Aufzuckerung mit karamelisiertem Zucker, die bei qualitativ minderen Weinen die Regel ist. Eine Aufspritung ist nicht üblich, wird aber gelegentlich angewendet. Die Zusammensetzung der Grundweine ist sehr unterschiedlich; Bogdanusa, Marastina, Pošip, verschiedene Malvasier-Arten und vor allem Vugava sind die häufigsten und meist dominierenden Sorten, denen oft kleinere Mengen von Mosten anderer, oft nur lokal bekannter Reben wie Prč oder Grk zugesetzt werden. Auf Hvar und auf der Halbinsel Pelješac wird ein roter, häufig gespriteter, entfernt an Portwein erinnernder Prošek sortenrein aus der Mali Plavac erzeugt.
Eine einheitliche Weincharakteristik ist nicht beschreibbar; gemeinsam sind jedoch allen Prošek-Varianten die relativ intensive, zuweilen auch als vordergründig wahrgenommene Süße und ein relativ hoher Alkoholgehalt von etwa 15 Volumenprozent; bei Weinen dieses Namens mit noch höheren Alkoholgraden handelt es sich um gespritete Weine. Prošeks, die vor allem aus Mosten weißer Trauben bestehen, sind von heller bis dunkler Bernsteinfarbe, bei stärkerem Rotmostzusatz herrschen hell-rötlichbraune bis braunrötliche Farbtöne vor. Weine mit hohem Bogdanusa- oder Marastinaanteil bewahren meist einen erfrischenden Säurerest; sie wirken trotz ihrer Süße und Konzentration leichter und lebendiger. Vugava-basierte Prošeks dagegen erinnern häufig etwas an einen süßen Sherry. Sowohl die aus der Mali Plavac sortenrein gekelterten Prošeks als auch Cuvées mit Vugava, Bogdanusa, vereinzelt – vor allem auf Korčula auch mit Grk – gelten zurzeit neben den weißen Bogdanusa-Vugava-Cuvées als die besten Produkte.
Ein gelungener, sorgfältig vinifizierter Prošek verdient heute durchaus Beachtung. In vielen Fällen erreichen diese Weine, insbesondere die von den Inseln Hvar und Vis und inzwischen auch aus Postup (Pelješac) stammenden, die Qualität bemerkenswerter Vini Santi, aus deren Tradition sie stammen. Prošeks sind in der Regel gut lagerfähig.

## Namensstreit
Gegen Ende der Beitrittsverhandlungen Kroatiens mit der EU reklamierte Italien den Schutz des Markennamens Prosecco und forderte mit Erfolg das Verbot der Verwendung des ähnlich klingenden Namens Prošek. Obwohl die Charakteristik beider Weine völlig unterschiedlich ist und die korrekte Aussprache von Prošek (=Proschek) eine Verwechslung weitgehend ausschließt, darf der Name Prošek für Exportprodukte in die EU seit dem Beitritt Kroatiens am 1. Juli 2013 nicht mehr verwendet werden. Dagegen hat Kroatien Einspruch erhoben und die Sache ist anhängig. Einige Großkellereien reagierten auf den Entscheid und verwenden seitdem neu kreierte Namen, andere exportieren weiterhin unter dem alten Namen. Für Kleinbetriebe, die nur geringe Quantitäten in besonders guten Jahren herstellen, ist dieser Rechtsstreit ohnehin gegenstandslos.